# Jenny Holzer
Jenny Holzer (* 29. Juli 1950 in Gallipolis, Ohio) ist eine US-amerikanische Konzept- und Installationskünstlerin. Im Mittelpunkt ihrer Arbeit steht die Verwendung von Text und die Nutzung des öffentlichen Raums als Ausstellungsfläche.

## Leben
Holzer wuchs als Tochter eines deutschen Autohändlers und einer Reitlehrerin in Lancaster auf. Nach der High School schrieb sie sich 1968 in die Duke University in Durham, North Carolina, ein und nahm Sommerkurse an der Ohio University. Im Jahr 1970 studierte sie zwei Semester Zeichnung und Druckkunst an der University of Chicago. 1972 schloss sie ihr Studium an der Ohio University mit dem Bachelor Degree of Fine Arts ab. Von 1975 bis 1977 besuchte sie die Rhode Island School of Design in New York und erhielt 1977 ihren Master Degree of Fine Arts. Nachdem sie 1977 nach New York City gezogen war, nahm sie am Independent Study Program am Whitney Museum of American Art teil und begann mit 'Text' als Kunstform zu arbeiten. Zu dieser Zeit engagierte sich Holzer als aktives Mitglied in der New Yorker Künstlergruppe Colab. 
1983 heiratete sie den Künstler Mike Glier und bekam eine Tochter. Seit 1985 lebt die Familie auf einer ehemaligen Farm in Hoosick, New York. Jenny Holzer unterhält zudem eine Zweitwohnung in Manhattan.

## Künstlerisches Schaffen

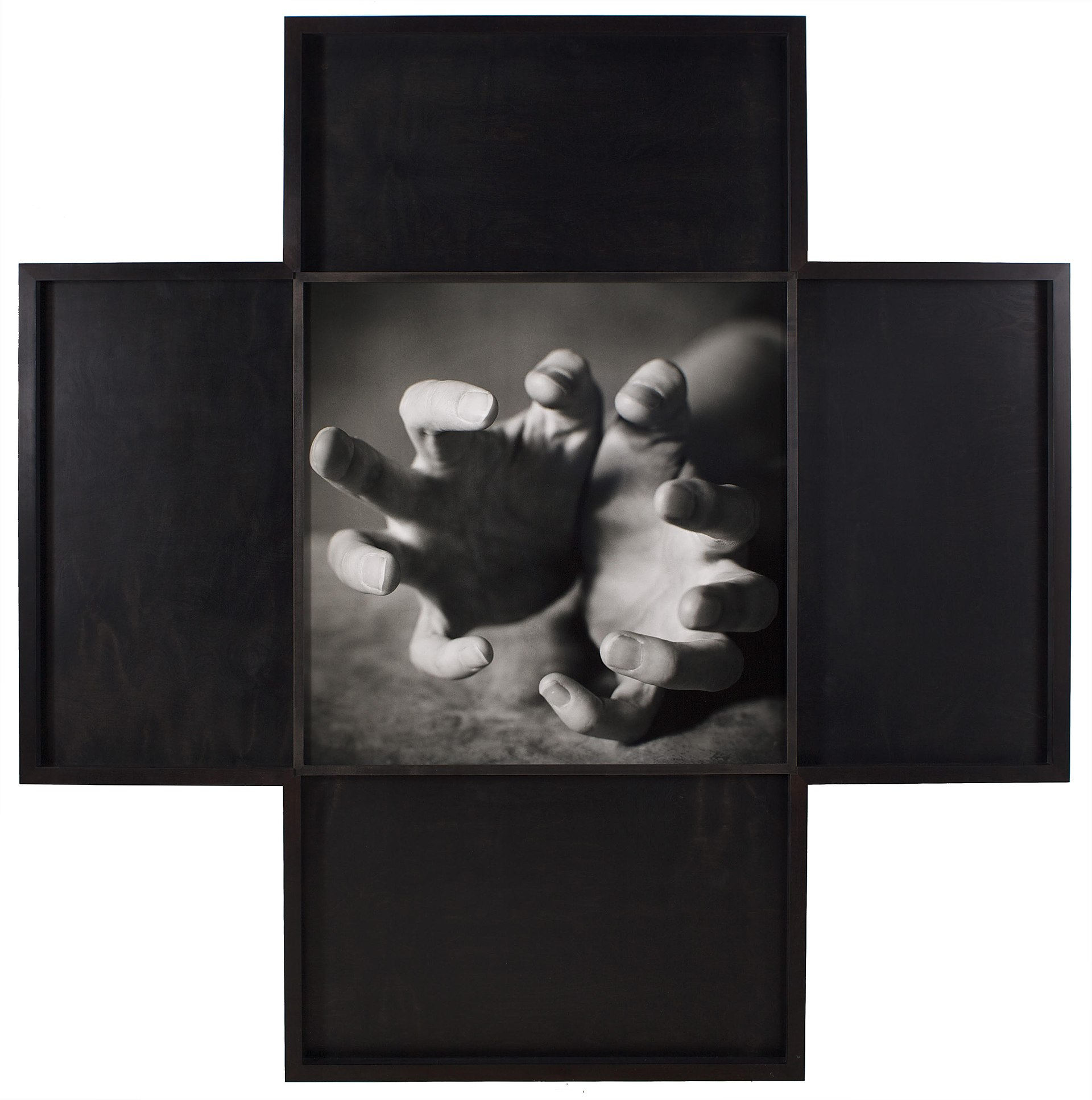
Jenny Holzer porträtiert von Oliver Mark, Leipzig 1996

Jenny Holzer begann ihre Karriere als abstrakte Malerin. Ende der 1970er Jahre experimentierte sie mit Diagrammen und Worten und entwickelte sich zur Konzept- und Installationskünstlerin. Ihre Werke setzen sich mit Themen wie Aids, Politik, Gewalt, Sex, Umwelt, Feminismus und Machtstrukturen auseinander.

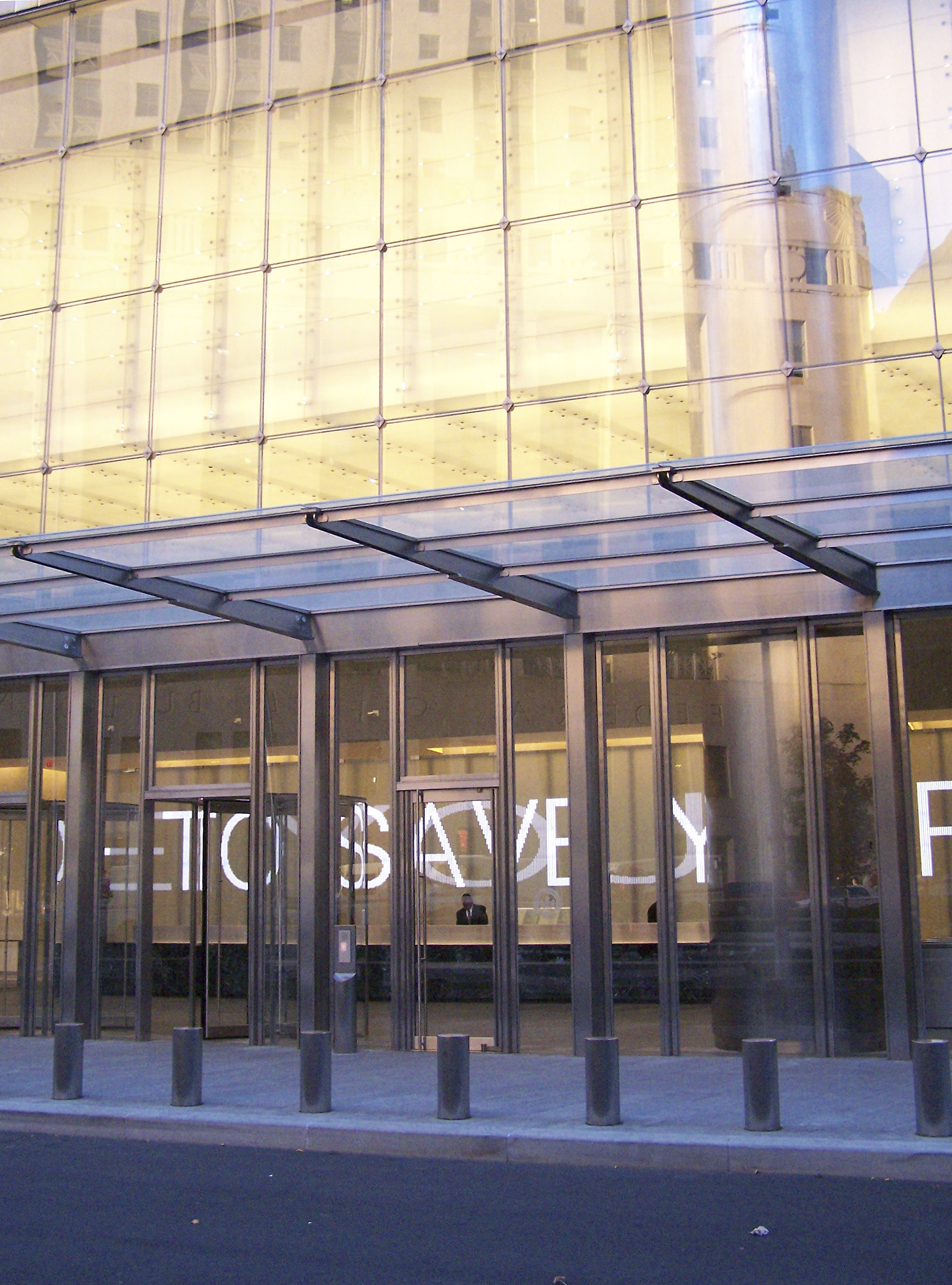
Installation in der Empfangshalle des 7 WTC

Als Holzers erstes und bekanntestes künstlerisches Werk im öffentlichen Raum gelten die „Truisms“, eine Serie von Einzeilern, die in den Jahren 1977–79 in Form von anonymen Postern an Gebäuden, Mauern und Zäunen in Lower Manhattans plakatiert waren. Später verbreitete Holzer die Truisms auch über andere Medien, wie LED-Leuchtbänder, Sitzbänke, Aufkleber, T-Shirts und das WWW.
1979 verfasste Holzer die Inflammatory Essays, die sie auch als Plakatserie reproduzierte. Bei dem darauffolgenden Werk Living series im Jahr 1981 verwendete die Künstlerin Aluminium- und Bronzeplatten als Trägermedien für ihre Texte.
Ab 1982 begann Holzer, die „Truisms“ und später die Survival Series (1983–1984) auf LED-Screens zu präsentieren. Ab 1986 wendete sie sich dem Material Stein als neuem Trägermedium zu und kombinierte zum ersten Mal Steinbänke aus Granit mit ihren Leuchtschriften für eine Ausstellung in der Barbara Gladstone Gallery in New York. Diese Praxis weiter verfolgend, stellte sie 1989 eine monumentale Installation bestehend aus einer 163 Meter langen Leuchtschrift-Spirale entlang der Innenwände des New Yorker Guggenheim Museum aus. Im gleichen Jahr wurde Holzer als erste Künstlerin ausgesucht, die USA auf der 44. Biennale in Venedig 1990 zu repräsentieren. Ihre dortige Installation „Mother and Child“ wurde mit dem Goldenen Löwen ausgezeichnet.
In Deutschland wählte sie erstmals Anfang der 1990er Jahre im Rahmen des internationalen Landschaftskunst-Projektes Kunstwegen in Nordhorn einen Garten als Medium eines „Anti-Memorials“ gegen Krieg und Nationalsozialismus. 2002 erhielt sie den Kaiserring der Stadt Goslar.
Im Juni 2005 entschied sich das Stadtparlament von Wiesbaden mit den Stimmen von CDU, FDP und Republikanern, ein von Holzer entworfenes Mahnmal für die Opfer des Nationalsozialismus nicht aufzustellen. Seit 2009 sind im Park von Schloss Rheder (Kreis Höxter) Baumstämme niedergelegt, in die Texte aus den Projekten „Survival“ und „Under the Rock“ zusammen mit Gedichten von Henri Cole eingraviert sind.
Seit 2004 wendet sich Jenny Holzer wieder der Malerei zu. In ihren „Dust Paintings“ verwendete Holzer amerikanische Staatsdokumente, die sie mit Farbe übermalte.
2011 wurde Holzer in die American Academy of Arts and Sciences und 2018 in die American Academy of Arts and Letters gewählt.

## Ausstellungen
1979 verfasste Holzer die Inflammatory Essays, die sie auch als Plakatserie reproduzierte. Bei dem darauffolgenden Werk Living series im Jahr 1981 verwendete die Künstlerin Aluminium- und Bronzeplatten als Trägermedien für ihre Texte.
Ab 1982 begann Holzer, die „Truisms“ und später die Survival Series (1983–1984) auf LED-Screens zu präsentieren. Ab 1986 wendete sie sich dem Material Stein als neuem Trägermedium zu und kombinierte zum ersten Mal Steinbänke aus Granit mit ihren Leuchtschriften für eine Ausstellung in der Barbara Gladstone Gallery in New York. Diese Praxis weiter verfolgend, stellte sie 1989 eine monumentale Installation bestehend aus einer 163 Meter langen Leuchtschrift-Spirale entlang der Innenwände des New Yorker Guggenheim Museum aus. Im gleichen Jahr wurde Holzer als erste Künstlerin ausgesucht, die USA auf der 44. Biennale in Venedig 1990 zu repräsentieren. Ihre dortige Installation „Mother and Child“ wurde mit dem Goldenen Löwen ausgezeichnet.
In Deutschland wählte sie erstmals Anfang der 1990er Jahre im Rahmen des internationalen Landschaftskunst-Projektes Kunstwegen in Nordhorn einen Garten als Medium eines „Anti-Memorials“ gegen Krieg und Nationalsozialismus. 2002 erhielt sie den Kaiserring der Stadt Goslar.
Im Juni 2005 entschied sich das Stadtparlament von Wiesbaden mit den Stimmen von CDU, FDP und Republikanern, ein von Holzer entworfenes Mahnmal für die Opfer des Nationalsozialismus nicht aufzustellen. Seit 2009 sind im Park von Schloss Rheder (Landkreis Höxter) Baumstämme niedergelegt, in die Texte aus den Projekten „Survival“ und „Under the Rock“ zusammen mit Gedichten von Henri Cole eingraviert sind.
Seit 2004 wendet sich Jenny Holzer wieder der Malerei zu. In ihren Dust Paintings verwendete Holzer amerikanische Staatsdokumente, die sie mit Farbe übermalte.
2011 wurde Holzer in die American Academy of Arts and Sciences und 2018 in die American Academy of Arts and Letters gewählt.
2023 machte die „Große Überblicksausstellung in Düsseldorf“ der Konzeptkünstlerin das K21 der Kunstsammlung Nordrhein-Westfalen zu einem politischen Ort, indem sie ihre Kunst der wenigen Worte nutzt über Verbrechen, Gewalt, Krieg und Zerstörung aufzurütteln.
Gruppenausstellungen
- 1986: Sonsbeek '86, Arnhem (NL)
- 1994/95: Rosebud - Jenny Holzer, Matt Mullican, Lawrence Weiner, Städtische Galerie im Lenbachhaus und Kunstbau, München[12]

## Truisms (seit 1979)
Mit den Truisms stellte Jenny Holzer eine Serie von Statements und Aphorismen zusammen, die ein weites Spektrum von individuellen Positionen bis zu common-sense statements und Binsenweisheiten repräsentieren. Die kurzen und prägnanten Sätze betreffen gesellschaftliche Themen und Probleme, darunter Politik, Sex, Feminismus, Gender, Aids, Umwelt, Klassen- und Familienstrukturen, aber auch Krieg, sexuelle Gewalt gegen Frauen und immer wieder das Wesen der Macht.
Ursprünglich bereits zu der Zeit als Holzer ihr Masterprogramm an der Rhode Island School of Design absolvierte, als Liste gesammelt, wuchs die Anzahl der Truisms stetig: insgesamt gibt es inzwischen zwischen 250 und 300 Stück, die jedoch niemals in einem gemeinsamen Werk vereint waren, sondern in verschiedenen Versionen existieren. Zunächst tippte Jenny Holzer die Truisms auf Schreibmaschinenpapier ab und fotokopierte sie. Später ließ sie eine Serie von Plakaten drucken. Ein Poster fasste um die 40 bis 60 Einzeiler-Statements, alphabetisch gelistet, in schwarzer Schrift auf weißem Papier. Als Type verwendete sie Futura und Times New Roman. Truisms erschienen auch auf Gegenständen wie Tassen, T-Shirts, Baseballkappen, Kondomen und Golfbällen.
1982 wurden die Truisms auf dem Spectacolor Lightboard am One Times Square angezeigt. Die Bespielung fand im Rahmen des Künstlerprojektes „Messages to the Public“ (1982–1990) unter der Schirmherrschaft des Public Art Fund statt. Jeden Monat zeigte ein anderer Künstler eine 30-sekündige Animation auf der ersten computergesteuerten farbfähigen Großbildanzeigetafel. Die künstlerischen Animationen waren in die regulären Werbeanzeigen eingebettet und wurden etwa 50 Mal am Tag wiederholt; insgesamt dauerte die Truisms-Animationsserie zwei Wochen. Im gleichen Jahr wurden die Truisms anlässlich der documenta 7 in Kassel auf einer Hausfassade präsentiert, ebenso in Telefonzellen sowie 1999 auf einem BMW V12-Rennwagen für das 24-Stunden-Rennen von Le Mans (BMW Art Car).

## Werke (Auswahl)
- seit 1979: Truisms
- frühe 1980er Jahre: Living Series
- 1978–1979: Inflammatory Essays mit Texten von Trotzki, Hitler, Mao, Lenin und Emma Goldman
- 1983–1985: Survival Series, mit militanteren Aphorismen.
- 1986: Under a Rock
- 1989: Lament
- 1990: Mother and Child, ein Werk zum Thema Mutterschaft für die Biennale von Venedig.
- 1991: Installation for Aachen (Permanente LED-Installation mit Auszügen aus den Truisms und anderen Serien) im Ludwig Forum für Internationale Kunst in Aachen
- 1994: Black Garden/Schwarzer Garten[14] (erbaut 1992–1994) im Rahmen des Skulpturenprojekts Kunstwegen in Nordhorn
- 1995: Please Change Beliefs[15], erstellt für die Netzkunst-Galerie adaweb.
- 1997: Oskar-Maria-Graf-Denkmal im Literaturhaus München
- 1999: Textsäule im Bundestag, auf der 447 Reden von deutschen Abgeordneten aus den Jahren 1871 bis 1999 ablaufen
- 1999: Mahnmal für Karl Friedrich Goerdeler in Leipzig am Neuen Rathaus
- 2005: For Paula Modersohn-Becker im Paula Modersohn-Becker Museum in Bremen
- 2008: Textprojektion eines Gedichts der polnischen Literatur-Nobelpreisträgerin Wisława Szymborska an der Fassade des Merchandise Mart in Chicago, Illinois, anlässlich der Art Chicago
- 2010: For Frankfurt, Textprojektionen an sechs verschiedenen Orten in Frankfurt am Main, so etwa an der Nikolaikirche am Römerberg und am Literaturhaus Frankfurt (2010)[16][17]
- 2017: Illumination des Silo No. 5 in Montreal vom 5. bis 12. November als Hommage an Leonard Cohen während der Feierlichkeiten zum 375. Jubiläum der Stadt: Textprojektionen aus dem literarischen Werk und den Songs des Montrealer Künstlers in den Sprachen Englisch, Französisch und Spanisch.[18]
- 2020: The big, and mighty Kim Jong-Un